# Ioánnis Stournáras
Ioánnis « Yánnis » (ou Giannis) Stournáras (grec moderne : Iωάννης «Γιάννης» Στουρνάρας), né à Athènes en Grèce, le 10 décembre 1956, est un économiste grec qui fut ministre des Finances en Grèce du 5 juillet 2012 au 10 juin 2014. Il fait partie à ce titre du Conseil des gouverneurs du Fonds monétaire international sur cette période.

## Biographie

### Formation
Stournáras est diplômé de la faculté de finance de l'université d'Athènes, et a une maîtrise et un doctorat en théorie et politique économique de l'université d'Oxford . 

### Carrière
Depuis 1989, il enseigne la macroéconomie et de la politique économique à l'université d'Athènes. 
De 1994 à 2000, Stournáras dirige le conseil économique du ministère des Finances et participe aux négociations préalables pour l'entrée de la Grèce dans la zone euro en 2001. Parallèlement, de 1998 à 2000, il entre au conseil d'administration de l'Organisme de la dette publique grecque (PDMA) avant d'occuper les fonctions de la Banque commerciale Emporiki bank entre 2000 et 2004 avant son rachat par le Crédit agricole . 
De 2005 à 2008, il est le directeur général de Kappa Securities S.A., entreprise spécialisée en services de courtage, conseil en investissement, etc. 
De juillet 2012 à juin 2014 il est ministre des Finances de la Grèce. 
En juin 2014, il est nommé gouverneur de la Banque de Grèce.
Le quotidien économique français Les Échos porte un regard critique sur sa gestion, soulignant qu'Ioánnis Stournáras a « présidé au début des années 2000 aux destinées de la banque Emporiki, dont la déconfiture a coûté plus de 10 milliards d'euros au Crédit agricole ». En outre, « comme conseiller du Trésor grec, il a joué un rôle important dans le processus d'adhésion de la Grèce à l'euro, cautionnant le maquillage des chiffres qui a empêché l'Europe de prendre conscience à temps de l'état réel de son économie. »

### Soupçons de corruption
Il est soupçonné d'avoir été l'un des bénéficiaires des pots-de-vin versés par le groupe pharmaceutique Novartis afin d’augmenter les ventes de ses médicaments en Grèce.

### Référénces
1. ↑  (en) « IMF Members' Quotas and Voting Power, and IMF Board of Governors », sur IMF (consulté le 12 juin 2023).
2. ↑  Ioánnis Stournáras CV
3. ↑  Grèce: l'économiste et ex-banquier Yannis Stournaras nommé aux Finances, L'expansion - L'express, 26 mai 2012
4. ↑  Grèce: Stournaras dénonce l'approche "maximaliste" de la troïka, Direct Matin, 10 janvier 2014
5. ↑  « Yannis Stournaras », sur Les Echos, 20 juillet 2015
6. ↑  Thomas Lemahieu, « Grèce. Fin en eau de boudin pour les pots-de-vin de Novartis », sur L'Humanité, 29 juin 2020